# Флит, Фредерик
Фредерик Флит (англ. Frederick Fleet; 15 октября 1887, Ливерпуль, Ланкашир — 10 января 1965, Саутгемптон, Гэмпшир) — британский моряк. Известен тем, что 14 апреля 1912 года первым увидел айсберг, погубивший лайнер «Титаник». Пережив катастрофу, продолжал служить на флоте до 1936 года. Позже стал газетчиком в Саутгемптоне.

## Биография
Флит родился в Ливерпуле, Великобритания. Он никогда не знал отца, а его мать вскоре сбежала с другом в Спрингфилд, Массачусетс. Флит воспитывался в приёмных семьях и дальними родственниками. В 12 лет впервые вышел в море на судне «Конвей». В 1903 году был нанят на флот юнгой. В 1908 году перешёл на Уайт Стар Лайн, где был направлен на «Океаник». В 1912 году Флит был назначен на лайнер «Титаник».

## На борту «Титаника»
10 апреля 1912 года Титаник вышел из Саутгемптона, а затем сделал две остановки в Шербуре и Куинстауне. Как вперёдсмотрящий Флит дежурил всего по два часа днём, чередуясь с другими наблюдателями, и от двух до четырёх часов ночью из-за сильного холода в «вороньем гнезде». 14 апреля 1912 года он, вместе с Реджинальдом Ли, заступил на дежурство в 22:00, сменив Джорджа Саймонса и Арчи Джуэлла в «гнезде». Второй офицер, Чарльз Лайтоллер, приказал им внимательно следить за льдами. Ночь была тихая и безлунная, что затрудняло обнаружение айсбергов из-за отсутствия волн, бьющихся об основание айсберга и отражающихся от него. Кроме того, несмотря на то, что Флит и его коллеги неоднократно просили предоставить им бинокли, они оставались недоступными для наблюдателей. Иногда это объясняется тем, что в последнюю минуту на корабле произошла перемена в иерархии, когда офицера Дэвида Блейра сменил Генри Тингл Уайлд, причем Блейр даже не упомянул, где находился бинокль. Было также упомянуто, что Блэр случайно забрал с собой ключи от шкафа, в котором находился бинокль. Несмотря на оба расследования катастрофы, ничто не прояснило, почему наблюдатели не были снабжены биноклями, хотя есть объяснение, что наблюдатели пароходов компании White Star Line не особенно ими пользовались. Кроме того, некоторые эксперты говорят, что даже с помощью бинокля ни Флит, ни Ли не смогли бы заметить айсберг заранее, учитывая условия ночи.
В 23:39 Флит замечает айсберг. Он звонит три раза в колокол, а потом на мостик. Джеймс Муди, находившийся на мостике, спросил Флита: «Что ты видишь?» Флит: «Айсберг, прямо по курсу!» Муди: «Спасибо!».
Опасаясь, что айсберг заденет мачту, Флит принимает решение её покинуть. Но лёд упал на палубу, не повредив ни мачту, ни «воронье гнездо». После столкновения Флит и Ли оставались на посту ещё двадцать минут.
Во время эвакуации Флит занял спасательную шлюпку № 6, в которой находилась «непотопляемая» Маргарет Браун. Перед спуском в шлюпку, в качестве гребца, по канату спустился Артур Пеукэн. После спуска их шлюпка пыталась достичь огней таинственного корабля, но безуспешно. В то время как Хиченс оставался у румпеля, Флит и Пьюшен управляли вёслами. Рулевой Роберт Хиченс спорил с пассажиркой первого класса Хелен Кэнди, которая, упав в шлюпку, сломала лодыжку. Она настаивала, что нужно вернуться обратно и спасти выживших. На что Хиченс ответил, что этого делать не стоит, так как при возвращении они будут затоплены ими. 15 апреля 1912 года в 6:00 шлюпку спасла «Карпатия».
Флит давал показания и американской и британской следственной комиссии. Сенатор Уильям Олден Смит спрашивал про отсутствие биноклей, которые, по его мнению, могли предотвратить столкновение. Перед британской комиссией Флит прошёл долгий допрос, с часто повторяющимися вопросами. Председатель комиссии, лорд Мерси, поблагодарил его: «Я вам благодарен, я думаю, что вы очень хорошо отвечали на наши вопросы».

## Дальнейшая жизнь
В августе 1912 года Флит покинул «White Star Line». В течение 24 лет он ходил на судах различных судоходных компаний. В 1936 году из-за сложного финансового положения стал газетчиком в Саутгемптоне. После смерти жены 28 декабря 1964 года её брат, в чьём доме на Норманд-Стрит 8 они жили, выселил Флита и тот некоторое время проживал у сына.
Фредерик Флит был найден повесившимся 10 января 1965 года в своём саду на Норманд-Стрит, тело было обнаружено его шурином. В отчёте коронера указывалось, что у Флита было умственное помрачение, но его знакомые считали, что всё дело было в его депрессивном состоянии, которое началось после смерти жены и отчасти было вызвано ещё тем, что Флит так и не избавился от чувства вины за гибель пассажиров. Он был похоронен без всяких почестей в могиле «нищего» на кладбище Холлибрук в Саутгемптоне.
На его могиле не было даже надгробия и только в 1993 году общество «Titanic Historical Society Inc.» на деньги частных пожертвований установило на его могиле памятную плиту с гравюрой, изображающей «Титаник». В апреле 2012 года, спустя сто лет после катастрофы судна, неизвестный человек оставил на могиле Флита бинокль с запиской, в которой были слова: «Лучше поздно, чем никогда.».

## В массовой культуре
В фильме 1997 года «Титаник» Флита сыграл Скотт Андерсон.